# Anders Petersen
Anders Otto Petersen (Copenhaguen, 16 de desembre de 1899 - Copenhaguen, 28 d'abril de 1966) va ser un boxejador danès que va competir durant les dècades de 1920 i 1930.
El 1920 va prendre part en els Jocs Olímpics d'Anvers, on guanyà la medalla de plata de la categoria del pes mosca, en perdre la final contra Frankie Genaro. Aquesta fou la primera medalla olímpica danesa en boxa.
Entre 1921 i 1935 lluità com a professional, amb un balanç de 27 victòries, 19 derrotes i 9 combats nuls.